# إيلي الفرزلي
إيلي نجيب فرزلي لبناني أرثوذكسي نائب رئيس مجلس النواب اللبناني الأسبق.

## نشأته
ولد إيلي الفرزلي في 22 نوفمبر 1949 في زحلة. والده هو المحامي نجيب الفرزلي، مفوض نقابة المحامين في البقاع ووالدته هي ماري الدويليبي من زحلة وجده لوالده هو الطبيب ملحم الفرزلي، خريج كلية الطب في شيكاغو بالولايات المتحدة الأميركية في أوائل القرن العشرين. وكان أميناً لمؤتمر الوحدة العربية سنة 1926.

## عمله
انتخب الفرزلي نائباً في البرلمان اللبناني عام 1992 وتولى منصب نائب رئيس المجلس النيابي منذ ذلك الحين وحتى تاريخ تعيينه وزيراً في حكومة عمر كرامي المستقيلة. انتخب من جديد نائبًا لرئيس مجلس النواب اللبناني في عام 2018، واستمر في منصبه حتى عام 2022؛ حيث لم ينجح بالمحافظة على مقعده في البرلمان في الانتخابات البرلمانية اللبنانية 2022.